# National Marine Aquarium (Namibia)
Koordinaten: 22° 41′ 5″ S, 14° 31′ 21,6″ O

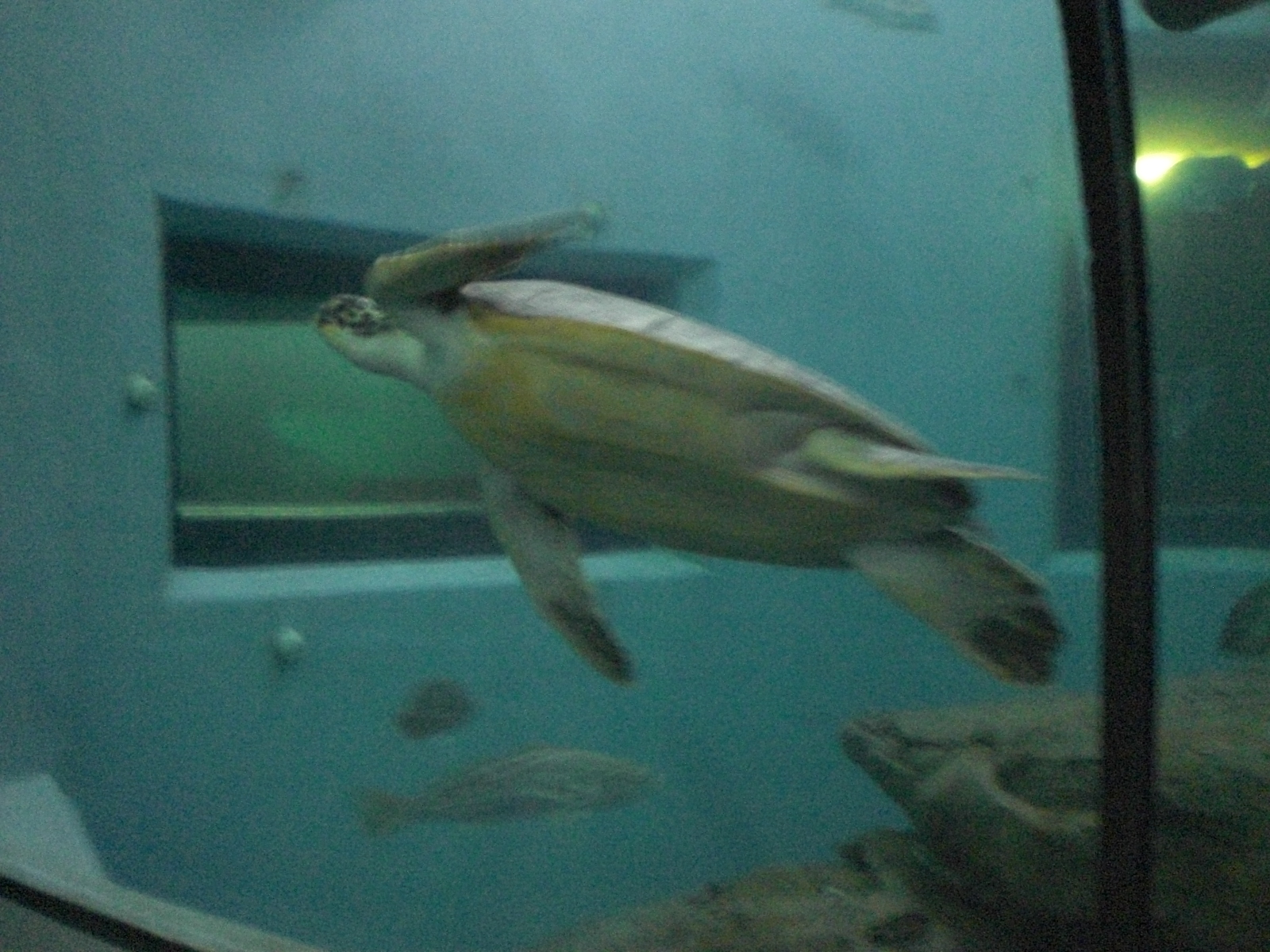
Meeresschildkröte, aus dem Tunnel aufgenommen

Diorama im Aquarium

Das National Marine Aquarium (of Namibia) (zu Deutsch etwa Nationales Meeresaquarium (von Namibia)) ist das einzige Schauaquarium im südwestafrikanischen Staat Namibia. Es liegt unmittelbar am Atlantischen Ozean in Swakopmund.
Das Aquarium wurde 1995 vom Ministerium für Fischerei und Meeresressourcen errichtet und von Gründungsstaatspräsident Sam Nujoma eröffnet. Seit Eröffnung besuchten mehr als eine Million Menschen das Aquarium. Im Finanzjahr 2012/13 waren es 43.650 binnen sechs Monaten.
Alle Becken werden durch ein Filtersystem mit Meerwasser aus dem Atlantik versorgt. Das größte Becken umfasst 320.000 Liter, ist 12 Meter lang und acht Meter breit. Es wird von einem Tunnel durchzogen, der als besondere Attraktion gilt, da hier Haie und Rochen besichtigt werden können.
Das Aquarium wurde von Anfang 2010 bis Ende 2012 saniert und ist seit Ende 2023 wegen erneuter Sanierungsarbeiten geschlossen.

## Artenvielfalt
Das Aquarium beherbergt Fischarten und andere Meerestiere, die typisch für die namibischen Gewässer des kalten Benguelastroms sind, darunter Galjoen (Dichistius capensis), Steenbras (Lithognathus lithognathus) und Sandhaie (Odontaspididae) sowie Suppenschildkröten (Chelonia mydas).

## Webseiten und Quellen
- Offizielle Website (englisch)
- The National Marine Aquarium of Namibia, auf namibweb.com (englisch)